# Star Wars: Duel of the Fates
Star Wars: Duel of the Fates va ser l'esborrany original de la tercera pel·lícula de la trilogia seqüela de La guerra de les galàxies. Anomenada així per de la composició musical homònima de la franquícia enregistrada per l'Episodi I: The Phantom Menace, el guió va ser escrit el 2016 per Colin Trevorrow i Derek Connolly quan Trevorrow estava contractat com a director. Després que Trevorrow abandonés el projecte el 2017, va ser substituït per un guió de J. J. Abrams i Chris Terrio que es va convertir en Star Wars: The Rise of Skywalker en 2019, tot i que la pel·lícula va conservar idees modificades de Duel of the Fates.
Duel of the Fates es va filtrar en línia el gener de 2020, poc després del llançament de The Rise of Skywalker. Va cridar l'atenció a causa de la recepció mixta de The Rise of Skywalker i les adaptacions inspirades per fans.

## Argument
Uns anys després dels esdeveniments de Star Wars: The Last Jedi, el Primer Ordre ara governa la galàxia amb el general Hux com a canceller. Prenent el control de Coruscant, el Primer Ordre fa execucions públiques diàries de membres d'una Resistència aixafada i ha bloquejat les comunicacions a tota la galàxia. Encara lliures del seu control, Rey, Finn, Poe Dameron, Rose Tico i BB-8 roben un Dreadnought classe Eclipse del planeta ocupat Kuat i el porten a Korilev, on els membres supervivents de la Resistència, liderats per la general Leia Organa, han establert una nova base. Ara controlant un Destructor Estel·lar, la Resistència és prou forta com per desafiar el Primer Ordre. Al mateix temps, el fantasma de la força de Luke Skywalker està entrenant a Rey, que ara porta un sabre de llum de doble fulla, i persegueix a Kylo Ren, demanant-li que es redimie. Tanmateix, Rey comença a qüestionar els ensenyaments de Luke.
Ren troba un holocró Sith al castell de Darth Vader a Mustafar, però resulta ferit per una trampa explosiva a l'holocró. Aquest porta a Ren a buscar l'entrenament d'un alienígena de 7000 anys anomenat Tor Valum, qui més tard es revelat com el mestre de Palpatine, Darth Plagueis, que havia utilitzat els seus poders de la Força per ressuscitar-se. Durant l'entrenament, Kylo Ren lluita contra una il·lusió de Vader. Tor Valum també ensenya a Ren a absorbir la força vital; és assassinat pel seu nou alumne utilitzant la tècnica, però no abans de felicitar en Ren per la seva crueltat.
Rey descobreix als textos sagrats Jedi l'existència d'un dispositiu capaç d'arreglar les comunicacions que es troba a les profunditats del temple Jedi de Coruscant. Els herois es separen, amb Finn, Rose, R2-D2 i C-3PO intentant restablir les comunicacions mitjançant la màquina del temple Jedi de Coruscant, mentre Rey, Chewbacca i Poe marxen en una missió a Bonadan per trobar el planeta de Mortis, la ubicació d'una visió que Rey va tenir on tindria el seu duel en Ren (així com l'enigmàtic món on Anakin Skywalker, Obi-Wan Kenobi i Ahsoka Tano es van veure durant un temps durant les Guerres dels Clons).
A Coruscant, Finn i Rose activen el dispositiu, permetent a la Leia enviar un missatge a la galàxia per inspirar una rebel·lió, però són atacats pel Primer Ordre abans de completar-la. Rose és capturada i Finn es queda sol. Lluita contra un Stormtrooper amb el número de sèrie RK-514. Finn, recordant que és un soldat d'assalt redimit, es resisteix a matar el combatent i, finalment, li salva la vida després de derrotar-lo. L'RK-514, prenent el nom de Rafe, convenç altres soldats d'assalt de desertar i ajudar a la causa de Finn. Finn, convenç els ciutadans comuns de prendre acció contra el Primer Ordre.
Mentrestant, els cavallers de Ren persegueixen Rey a Bonadan, i amb l'ajuda de Poe i Chewbacca, Rey mata als cavallers de Ren durant la seva lluita. Rey pren la nau dels Cavallers, Knife 9, per anar a Mortis, i Poe i Chewbacca marxen per ajudar a Finn i Rose a Coruscant. Mentrestant, Leia visita a Lando Calrissian, que ara té un bar. Ella li demana que lideri la gent que va respondre a la crida d'ajuda de la Resistència per lluitar contra el Primer Ordre, però ell rebutja l'oferta.
Finn lidera la revolució dels ciutadans a Coruscant, amb Poe (al Falcó Mil·lennari), Chewbacca (amb un Ala X) i un exèrcit de la Resistència arribant per ajudar en la batalla contra les forces restants del Primer Ordre. Finn també convenç alguns soldats d'assalt perquè desertin i s'uneixin a ells en la batalla. Lando també canvia de parer i arriba amb un exèrcit de contrabandistes per ajudar a la revolució. Quan s'assabenta que el Primer Ordre està a punt de caure, Hux es suïcida amb un sabre de llum morat de la seva col·lecció. Després de ser torturada, Rose aconsegueix alliberar-se i reconnecta l'hiperconductor de la base del Primer Ordre flotant per sobre de Coruscant, fent que caiga sobre el planeta.
A Mortis, Rey lluita contra Kylo Ren, que la cega i la derrota, gairebé matant-la amb el seu nou poder per absorbir la vida dels vius. El fantasma de la Força de Luke ofereix suport moral a Rey, que ara porta una bena als ulls abans d'enfrontar-se a Ren per segona vegada. Rey afirma que els seus mestres es van equivocar en rebutjar el costat fosc de la força i abraça ambdós costats, amb la foscor i la llum coexistint en un veritable equilibri, donant-li l'avantatge i permetent-li derrotar en Kylo Ren. Ren mor redimit, curant Rey amb la Força després de sentir la veu de Leia. Les seves últimes paraules revelen que el veritable nom de naixement de Rey és Solana. A punt de morir, Rey es troba amb els fantasmes de Luke, Yoda i Obi-Wan Kenobi, que li permeten triar entre quedar-se morta o tornar a la vida.
La pel·lícula acaba amb una cerimònia de lliurament de medalles en la qual es commemora Finn, Poe, Rose i Chewbacca. Un temps després, Finn i Rose s'instal·len al planeta Modesta, on creen una llar per a nens sensibles a la Força. Un dia, una silueta s'acosta a la granja i es revela com la Rey, que ensenyarà als nens a mantenir l'equilibri entre els costats lluminós i fosc de la força.

## Desenvolupament
L'agost de 2015, Colin Trevorrow va ser anunciat com a director de l'episodi IX i va escriure un guió titulat Duel of the Fates amb el seu col·laborador freqüent Derek Connolly. L'esborrany de desembre de 2016 hauria requerit canvis a causa de la mort de l'actriu Carrie Fisher (que interpretava a Leia Organa) el mateix mes. L'esborrany del guió es va filtrar en línia el gener del 2020 (mentre The Rise of Skywalker estava als cinemes). Diversos usuaris de Twitter van expressar que haurien preferit veure Duel of the Fates de Trevorrow sobre The Rise of Skywalker, escrit per J. J. Abrams i Chris Terrio. Les principals diferències que apareixen a Duel of the Fates són que Rey, que té el cognom Solana, no està relacionada amb Palpatine (Darth Sidious), Kylo Ren busca ser entrenat pel mestre Sith Tor Valum (que es revelaria com el mestre de Palpatine), i la batalla final se centra en els planetes establerts anteriorment Coruscant de la trilogia preqüela i Mortis de la sèrie animada The Clone Wars. Altres diferències inclouen que Rey resulta encegada per un Kylo Ren no redimit, l'esperit de Luke té un paper més important i R2-D2 pateix greus danys. L'escena R2-D2 és l'única que Trevorrow ha comentat oficialment, assenyalant a Twitter que el droide hauria estat reparat. Com a part d'un esdeveniment Comic-Con en línia, Trevorrow va qualificar la seva sortida de la pel·lícula de "traumàtica" i va mostrar un model de nau espacial que va dissenyar amb el seu fill per a la pel·lícula.
Els elements que van sobreviure a The Rise of Skywalker inclouen: Kylo trobant un holocron Sith al castell de Darth Vader a Mustafar i la transferència de l'energia vital de la Força; Rey dispara un raig de la Força de les seves mans mentre lluita contra un enemic; el concepte d'un Destructor Estel·lar amb capacitats de destrucció de planetes semblants a l'Estrella de la Mort (encara que a Duel of the Fates no hi havia una flota); un extraterrestre que ajuda a la Resistència sent decapitat en reunió entre els villans; Rey tenint visions de Kylo Ren mentre entrena a la base de la Resistència; Rey descobrint on anar gràcies a l'antic text Jedi d'Ahch-To; Kylo Ren viatjant a un planeta fosc on viu un Sith seguint l'objecte que va trobar a Mustafar; un personatge principal que envia un missatge per demanar ajuda a la galàxia; Chewbacca rebent una medalla (encara que en una cerimònia); i un Lando inicialment reticent que ajuda a salvar el dia arribant sorprenentment al capdavant d'una flota de naus espacials, tot i que a Duel of the Fates, originalment es presentava a Lando com gaudint d'una vida de luxe en posseir un bar de cabaret. Les opinions de l'actor Lando, Billy Dee Williams, s'alineaven amb això més que el que es va fer finalment, ja que va afirmar que, a causa de la història de fons del joc de Lando, imaginava el vell Lando com un ric "empresari i showman de Las Vegas com Steve Wynn", i que estava a favor d'això front al costat militar de Lando. El bar del cabaret va ser substituït per Lando exiliat en un planeta desert, cosa que es va assenyalar com a menys del que la gent esperaria de Lando segons Screen Rant. Entertainment Weekly va assenyalar que Lando hauria tingut més sentit al planeta dels casinos representat a The Last Jedi. El director Rian Johnson va considerar col·locar Lando a l'escena i tornar-lo a les seves arrels moralment ambigües, fent-lo trair de nou als herois, però finalment el va substituir creant el caràcter menys moral de DJ.
Una escultura d'un Tie Fighter Echelon va sobreviure al parc temàtic de Disney Star Wars: Galaxy's Edge, la nau va ser desenvolupada per Colin Trevorrow durant el seu treball a l'episodi IX abans de ser substituït com a director de la pel·lícula.

## Reaccions
L'esborrany va cridar l'atenció a causa de la resposta mixta de The Rise of Skywalker. Després de l'estrena, The Rise of Skywalker va ser criticat per revelar la manca d'un pla que connectés la trilogia de seqüeles (sobretot per revertir esdeveniments de The Last Jedi), cintindre una sèrie de forats de guió (el retorn de Palpatine i la seva relació amb Rey són els més destacats), i el tractament dels personatges femenins i de color, especialment Rose Tico, Poe Dameron i Finn. El temps de pantalla de l'actriu Kelly Marie Tran com a Rose es va reduir de 10 minuts a The Last Jedi a menys de dos minuts a The Rise of Skywalker, mentre que la nova història de fons de Poe com a contrabandista va ser vista com a racista cap als llatinoamericans ja que és interpretat per l'actor guatemaltenc Oscar Isaac. L'actor de Finn, John Boyega, també va criticar la pel·lícula per deixar de banda els personatges interpretats per persones de color, com ell, Tran i Isaac. Eliana Dokterman, escrivint per a la revista Time, va qualificar la pel·lícula i les seves reversions de la pel·lícula anterior de "problemàtics", percebent que les eleccions d'Abrams s'havien fet per apaivagar les queixes presentades per un contingent tòxic de fans en línia enfadats per The Last Jedi, en particular els trolls en línia que van assetjar Johnson i diversos membres del repartiment, sobretot Tran. The Rise of Skywalker empata amb The Phantom Menace com la pel·lícula de La Guerra de les Galàxies amb la pitjor puntuació de Rotten Tomatoes, i la segona més baixa darrere de The Phantom Menace a Metacritic. Screen Rant la va classificar com la pitjor pel·lícula d'acció i Entertainment Weekly la va classificar com la pitjor pel·lícula de La Guerra de les Galàxies.
Abans que l'esborrany es revelés com a real, Esquire el va descriure com massa bo per ser fet per fans, qualificant el guió de "worldclass", i en canvi va criticar The Rise of Skywalker com a covard per no matar cap personatge principal, a part Palpatine, "el vell que ja era mort". Nerdist assenyala que Rey va seguir sent una persona normal en relació al seu rerefons, en comparació amb fer-la una Palpatine, cosa que va soscavar completament el significat de The Last Jedi. Inverse afirma que Duel of the Fates té dos defectes enormes en els seus papers per a Leia i el seu fill, Kylo Ren. Tanmateix, va elogiar el guió descartat per múltiples motius, inclòs el fet de ser més fosc i menys dependent de la nostàlgia i les reversions que la pel·lícula final, així com per connectar-se millor amb The Force Awakens a causa de proporcionar una explicació real de les visions de Rey sobre els Cavallers de Ren, que Inverse també va elogiar per oferir millors raons perquè Rey pogués disparar raigs de força a causa de tractar aquesta habilitat com el costat fosc activat (en aquesta versió és una Rey enfadada que s'adona que els Cavallers de Ren van matar els seus pares), en lloc de com la pel·lícula final es va convertir en una habilitat hereditària, una cosa que cap pel·lícula anterior havia fet.
Collider va fer una revisió delguió i l'abril de 2021 va opinar que la paròdia de Star Wars Spaceballs era millor que The Rise of Skywalker. Segons CBR.com, el guió sense fer era molt polític una mica més enllà de la trama de Finn, i va assenyalar que pretenia explicar com funcionava la classe treballadora a la franquícia (seguint The Last Jedi) i comparant els temes amb pel·lícules contemporànies com Us i la pel·lícula guanyadora d'Oscars Parasite. Assenyalava a l'acte d'obertura que els migrants van ajudar al Primer Ordre a causa de la fallida financera, i que el bloqueig de les comunicacions era un paral·lel a la censura. També va comparar el condicionament dels Stormtroopers amb l'imperialisme, en com els nens indígenes sempre s'han vist obligats a oblidar les seves cultures i llengües natives als camps de reeducació. CBR.com va titllar de covards a Disney i Abrams per despolititzar la pel·lícula que finalment es va fer. Més tard, el lloc web va publicar una opinió detallada sobre per què el guió sense fer hauria estat millor que el que Abrams va reescriure, anomenant la majoria dels arcs sense fer millors, inclosos els de Rey, Hux, Kylo Ren (com a dolent principal), Luke Skywalker, Rose Tico i Finn.
Alguns llocs web van percebre que el guió sense fer de Trevorrow estava molt alineat amb els temes de les pel·lícules anteriors de la saga, principalment The Last Jedi, i alguns també van percebre que donava més importància a personatges interpretats per persones de color com Finn i Rose Tico. John Boyega es va mostrar d'acord amb això, afirmant que la pel·lícula estrenada de Terrio i Abrams li va negar el "moment del gran heroi" que la pel·lícula original destinava al seu personatge, per exemple quan lidera un exèrcit a la batalla contra el Primer Ordre sostenint una bandera de la Rebel·lió, que es va desenvolupar com a art conceptual. Finn també anava a convèncer els soldats d'assalt per desviar el Primer Ordre i portar-los a la batalla contra ell. Una escena eliminada filmada de The Last Jedi mostrava una trama similar on Finn va provocar una revolta de soldats d'assalt contra la capitana Phasma, alguns llocs web van afirmar que l'escena s'havia d'haver mantés a la pel·lícula final. L'art conceptual del discurs de Finn mentre sostenia la bandera, així com el diàleg de la pel·lícula, es van compartir a les xarxes socials i es van comparar de manera molt positiva i paral·lelament a un discurs pronunciat per Boyega durant les protestes de Black Lives Matter del 2020. El novembre de 2020, Boyega va revelar que la controvèrsia sobre els papers disminuïts dels personatges interpretats per persones de color a The Rise of Skywalker el va portar a mantenir una "conversa molt honesta" amb la presidenta de Lucasfilm, Kathleen Kennedy, que va donar suport a les seves afirmacions. Boyega també va dir que li agradaria veure Duel of the Fates adaptat a una sèrie de televisió, especialment una d'animació. Algunes fonts han suggerit que alguns aspectes del guió es podrien incorporar a altres mitjans futurs de Star Wars.